# مغيراء (الدوادمي)
مغيراء، هي قرية من فئة (أ) تقع في محافظة الدوادمي، والتابعة لمنطقة الرياض في السعودية. وتبعد مغيراء عن محافظة الدوادمي بمسافة تقارب (١١٠) كم.